# Giải đua ô tô Công thức 1 Úc 2007
Giải đua ô tô Công thức 1 Úc năm 2007 là chặng đua đầu tiên của giải vô địch thế giới Công thức 1 năm 2007. Giải được tổ chức vào ngày 18 tháng 3 năm 2007.
Lewis Hamilton trở thành tay đua da đen đầu tiên trong lịch sử tham dự Công thức 1 và anh còn giành luôn vị trí thứ 3 chung cuộc.

## Xếp hạng chi tiết
| TT      | Số xe | Tên                  | Đội đua           | Số vòng | Thời gian   | Xuất phát | Điểm |
| ------- | ----- | -------------------- | ----------------- | ------- | ----------- | --------- | ---- |
| 1       | 6     | Kimi Räikkönen       | Ferrari           | 58      | 1:25:28,770 | 1         | 10   |
| 2       | 1     | Fernando Alonso      | McLaren-Mercedes  | 58      | +7,242      | 2         | 8    |
| 3       | 2     | Lewis Hamilton       | McLaren-Mercedes  | 58      | +18,595     | 4         | 6    |
| 4       | 9     | Nick Heidfeld        | BMW Sauber        | 58      | +38,763     | 3         | 5    |
| 5       | 3     | Giancarlo Fisichella | Renault           | 58      | +1:06,469   | 6         | 4    |
| 6       | 5     | Felipe Massa         | Ferrari           | 58      | +1:06,805   | 22        | 3    |
| 7       | 16    | Nico Rosberg         | Williams-Toyota   | 57      | +1 vòng     | 12        | 2    |
| 8       | 11    | Ralf Schumacher      | Toyota            | 57      | +1 vòng     | 9         | 1    |
| 9       | 12    | Jarno Trulli         | Toyota            | 57      | +1 vòng     | 8         |      |
| 10      | 4     | Heikki Kovalainen    | Renault           | 57      | +1 vòng     | 13        |      |
| 11      | 8     | Rubens Barrichello   | Honda             | 57      | +1 vòng     | 16        |      |
| 12      | 22    | Takuma Sato          | Super Aguri-Honda | 57      | +1 vòng     | 10        |      |
| 13      | 15    | Mark Webber          | Red Bull-Renault  | 57      | +1 vòng     | 7         |      |
| 14      | 18    | Vitantonio Liuzzi    | STR-Ferrari       | 57      | +1 vòng     | 19        |      |
| 15      | 7     | Jenson Button        | Honda             | 57      | +1 vòng     | 14        |      |
| 16      | 23    | Anthony Davidson     | Super Aguri-Honda | 56      | +2 vòng     | 11        |      |
| 17      | 20    | Adrian Sutil         | Spyker-Ferrari    | 56      | +2 vòng     | 20        |      |
| Bỏ cuộc | 17    | Alexander Wurz       | Williams-Toyota   | 48      | Tai nạn     | 15        |      |
| Bỏ cuộc | 14    | David Coulthard      | Red Bull-Renault  | 48      | Tai nạn     | 18        |      |
| Bỏ cuộc | 10    | Robert Kubica        | BMW Sauber        | 36      | Hộp số      | 5         |      |
| Bỏ cuộc | 19    | Scott Speed          | STR-Ferrari       | 28      |             | 17        |      |
| Bỏ cuộc | 21    | Christijan Albers    | Spyker-Ferrari    | 10      | Tai nạn     | 21        |      |

- Chạy một vòng nhanh nhất: Kimi Räikkönen, 1:25,235 (vòng 41, 223,978 km/h)
- Lần đầu tham dự: Lewis Hamilton, Heikki Kovalainen, Adrian Sutil